# Guerau de Espés
Guerau de Espés del Valle (a veces llamado Guerau de Spes; Lérida, 1524-1572) fue un caballero y diplomático español del siglo XVI, embajador de Felipe II de España ante la corte de Isabel I de Inglaterra, en uno de los momentos más complicados de las relaciones entre ambos países, y expulsado de Londres acusado de conspiración. Fue caballero de la Orden de Calatrava.

## Actividad diplomática
Llegó a Londres el 3 de septiembre de 1568 para sustituir a Diego Guzmán de Silva, unas semanas antes de la derrota de los piratas ingleses en la batalla de San Juan de Ulúa. Su envío a Inglaterra formaba parte de los planes del rey Felipe II de intervenir en los asuntos de estado británicos, con la misión de enviar a España cualquier información que pudiera ser útil, en un momento de complicadas relaciones entre ambas potencias. A pesar de que su misión en Londres fue gestionar las relaciones diplomáticas, para algunos autores la embajada española se convirtió en "el principal centro de conspiración contra Isabel I". Esta actitud confrontó con la del Duque de Alba, gobernador de los Países Bajos y partidario de mantener una relación amistosa con los británicos. La hostilidad de Espés hacia los ingleses le llevó a describir a William Cecil, el noble más poderoso del país como: un hombre de clase media, pero muy astuto, falso, mentiroso, y lleno de artificio. Es un gran hereje, y todo un payaso inglés capaz de creer que todos los príncipes cristianos unidos serían incapaces de acabar con la soberanía de su país.
En 1570 se descubrió la conspiración de Ridolfi, un complot tramado por el banquero italiano Roberto di Ridolfi que tenía como objeto el asesinato de Isabel I para sustituirla por su pariente María I de Escocia, con quien Espés mantenía frecuente correspondencia. Fue el mercader John Hawkins quien, tras ganarse la amistad del embajador, descubrió el plan y su participación en el mismo. Tras desbaratarse la conspiración, Espés fue expulsado del Reino Unido, en 1571. Este suceso empeoró definitivamente las relaciones entre ambos países. Quedó como embajador interino Antonio Guarás.
Dentro de su actividad desde la embajada británica, Espés aconsejó al rey Felipe II, a través de su secretario Gabriel de Zayas, sobre la necesidad de conquistar Irlanda para evitar los robos a las embarcaciones españolas que venían del Nuevo Mundo. Estas informaciones llegaron a oídos de Isabel I, lo que impidió cualquier intento de invasión. Tras el cese de su actividad en Londres, fue enviado como embajador del reino español en la República de Venecia.
La documentación diplomática de Espés ha sido crucial en la historiografía moderna para conocer los entresijos de la corte británica en el período isabelino. No obstante, algunos autores sostienen que sus intrigas acabaron por destruir la antigua alianza Tudor-Habsburgo.

## Ficción
En 2007, Espés apareció en la película histórica Elizabeth: la edad de oro, ganadora de un Óscar y basada en los acontecimientos que tuvieron lugar durante el reinado de Isabel I. El papel de Guerau de Espés fue interpretado por el actor británico William Houston.